# Feliks Winiarczyk
Feliks Winiarczyk (ur. 30 maja 1867 w Trzebieszowie, zm. 9 marca 1934 tamże) – polski polityk, poseł na Sejm Ustawodawczy i senator II kadencji w II RP.
Podczas I wojny świat. działacz PSL „Wyzwolenie”. Członek Centralnego Komitetu Narodowego w Warszawie (XI 1916 – V 1917).
W kadencji 1919–1922 był posłem na Sejm Ustawodawczy z ramienia PSL „Wyzwolenie”. W wyborach parlamentarnych w 1928 roku został senatorem II kadencji (1928–1930), wybrany w województwie lubelskim z listy PSL „Wyzwolenie”.
Został pochowany na cmentarzu parafialnym w Trzebieszowie.